# Soleil Ô
Pour plus de détails, voir Fiche technique et Distribution.
Soleil Ô est un film franco-mauritanien réalisé par Med Hondo tourné de 1967 à 1969 avec un budget minimaliste, présenté au Festival de Cannes 1970 et sorti en salles en 1973.
Soleil Ô est le titre d'un chant antillais qui conte la douleur des Noirs amenés du Dahomey aux Caraïbes.

## Synopsis
Un immigré africain en quête de travail, découvre les aspérités de la « Douce France », le racisme de ses habitants, le désintérêt des syndicats et l'indifférence des dignitaires africains qui vivent à Paris, au pays de « nos ancêtres les Gaulois ».
Un cri de révolte contre toutes les formes d'oppression, la colonisation et toutes ses séquelles politiques, économiques et sociales ainsi qu'une violente dénonciation des fantoches installés au pouvoir dans beaucoup de pays d'Afrique par la bourgeoisie française.

## Fiche technique
- Titre : Soleil Ô
- Réalisation et scénario : Med Hondo
- Musique et chants : George Anderson
- Son : Jean-Paul Loublier, Yves Allard et Alain Contreau
- Photographie : François Catonné et Jean-Claude Rahaga
- Caméra : Denis Bertrand et François Pailleux
- Montage : Michèle Masnier et Clément Menuet
- Dessins et animation : Jean-François Laguionie
- Portraits : Pio Santini
- Création du générique : Michèle Lafaye et Nicole Bouvet
- Format : noir et blanc - Mono
- Genre : drame
- Durée : 98 minutes
- Date de sortie : 4 janvier 1973 en France

## Distribution
- Robert Liensol
- Théo Légitimus
- Gabriel Glissand
- Greg Germain
- Mabousso Lô
- Alfred Panou
- Ambroise M'Bia
- Akonio Dolo
- Jean-Baptiste Tiemele
- Georges Hilarion
- Djibrill
- Jean Edmond
- Armand Abplanalp
- Marc Dudicourt
- Armand Meffre
- Jean-Pierre Lituac
- Gérard Hernandez
- Jean-Guy Lecat
- Georges Kalymnos
- Bernard Fresson
- Pierre Santini
- Pierre Tabard
- Gilles Segal
- Juran Mladen
- Roland Guillemard
- Odette Piquet
- Ginette Franck
- Hortense Guillemard
- Géraldine Baaron
- Sarah Hardenberg
- Josette Barnet
- Yane Barry
- Michèle Perelot
- Danièle
- Les Black Echos

## Distinctions
- 1970 : Festival de Cannes (sélection Semaine de la critique)
- 1970 : Léopard d'or au Festival de Locarno

## Restauration
In 2017, Soleil Ô a été restauré par la Cinémathèque de Bologne, sous la supervision du réalisateur Med Hondo et du directeur de la photographie François Catonné. Le travail de restauration a vu le jour grâce au projet African Film Heritage Project, financé par les fondations George Lucas Family Foundation et The Film Foundation.